# Акташское озеро
Акта́шское о́зеро, а также Акта́ш, Аль-Иль, Альи́льское, Як-Таш; (укр. Акта́ське озеро, крымскотат. Aqtaş gölü, Акъташ голю) — пересыхающее солёное озеро на севере Керченского полуострова на территории Ленинского района; 4-е по площади озеро Крыма. Площадь зеркала — 26,8 км², водосборного бассейна — 467 км². Тип общей минерализации — солёное. Происхождение — лиманное. Группа гидрологического режима — бессточное.
Является частью водно-болотных угодий международного значения Аквально-скальный комплекс мыса Казантип и озера Акташ с Астанинскими плавнями.

## География
Входит в Керченскую группу озёр, самую крупную в Крыму. Длина — 8 км. Ширина средняя — 3,0 км, наибольшая — 3,5 км. Глубина средняя — 2 м, наибольшая — 3 м, 0,1 м. Озеро не используется. Ближайшие населённые пункты: Щёлкино и Мысовое (на север от озера), Семёновка (на запад), Азовское (на северо-восток).
Соединено каналом с Северо-Крымским каналом. Также есть канал идущий из Азовского моря к насосной станции (Щёлкинской аэрационной станции) через восточную часть озера. В период 1979—1981 года, в связи со строительством Крымской АЭС, вокруг озера, которое собирались использовать в качестве пруда-охладителя для технического водоснабжения станции, была построена земляная дамба длиной 8 км, шириной по верху 85 м и высотой 4 м, позволившая поднять его уровень на несколько метров над окружающей местностью. Дамба окружает почти всю озёрную котловину, за исключением северной и северо-восточной частей, где (на севере) расположены полуострова Ежовый, Средний и Утиный. В центральной части водного зеркала расположен остров Латау (высота 0,5 м над у. м.). На юге расположен солончак длиной 7 км и шириной до 1 км, а также небольшие солончаки расположены на севере (от п-ова Ежовый до поросли сосны и вяза) и северо-востоке (до поросли сосны и акации). Берега обрывистые, высотой 2-3 м. Впадают река Самарли и балка Семь Колодезей.
От Азовского моря отделено пересыпью шириной до 1 км. Воды хлоридно-натриевого типа. Минерализация рапы меняется по сезонам от 110 до 310 ‰, максимальная — в августе-сентябре, минимальная — в марте-мае. В конце лета озеро иногда пересыхает, на дне образовывается слой соли. На опреснённых участках распространена водная растительность. Характерно цветение воды.
Весной 1989 года прорвалась плотина Акташского озера, затопив прилегающую местность.
У западной части дамбы проходит дорога Щёлкино—Ленино, ж/д, очистные сооружения, база ОРСа. Северо-западнее озера расположены Крымская АЭС, Щёлкинская аэрационная станция, свалка мусора. Северо-восточнее озера — Восточно-Крымская ВЭС (действующая), СЭС-5 (недействующая). Юго-восточнее — заказник Астанинские плавни.
Среднегодовое количество осадков местности — 400 мм. Питание: инфильтрация морской воды и подземные воды Причерноморского артезианского бассейна.